# James Laurenson
James Laurenson (* 17. Februar 1940 in Marton, Neuseeland; † 18. April 2024) war ein neuseeländischer Schauspieler.

## Leben und Wirken
Laurenson, Sohn schottischer Einwanderer, hatte in seiner neuseeländischen Heimat an der Universität von Christchurch studiert und sich zu dieser Zeit auch als Laiendarsteller versucht. Über die Vermittlung der Kriminalschriftstellerin Ngaio Marsh, die ihn 1962 in einer Aufführung von Macbeth am dortigen Civic Theatre inszeniert hatte, kam er 1962 nach London, wo Laurenson Schauspielunterricht nahm. Anschließend trat er als Ensemblemitglied der Royal Shakespeare Company zwei Jahre lang in Shakespeare-Stücken wie Richard II. und Hamlet auf und wirkte überdies in anderen klassischen Theaterstücken.
In Großbritannien erhielt Laurenson, nach seiner ersten Fernseherfahrung 1965, 1969 auch seine erste Filmrolle. Wenig später kehrte er in seine Heimat zurück. In Australien bot man ihm 1971 die Titelrolle des australischen Polizeiinspektors Bonaparte, genannt „Boney“, in der gleichnamigen Fernsehserie an. Dieser Boney besaß dank eines Elternteils Aborigine-Wurzeln, was ihm bei der Klärung so mancher Fälle im Outback weiterhalf. Diese in Deutschland 1974/75 jeden Samstag im ZDF um 18 Uhr ausgestrahlte Serie machte Laurenson kurzzeitig auch in der Bundesrepublik sehr populär. Seine späteren Auftritte in Kino- und Fernsehfilmproduktionen, darunter viel Serienware in Großbritannien und den USA, verblassten demgegenüber. Sein Schaffen umfasst mehr als 100 Produktionen.
Schließlich ließ er sich endgültig in Großbritannien nieder. Laurenson, der auch über gesangliches Talent verfügte und unter anderem in dem Musical 42nd Street im Londoner Theatre Royal Drury Lane auftrat, war mit der Berufskollegin Carol Macready verheiratet. Beide haben einen Sohn namens Jamie.

## Filmografie (Auswahl)
- 1965: The Wars of the Roses (TV-Serie)
- 1969: Magic Christian (The Magic Christian)
- 1969: Liebende Frauen (Women in Love)
- 1970: Edward II.
- 1971: Fathers and Sons (TV-Serie)
- 1971: Assault
- 1972: The Shadow of the Tower
- 1972–73: Boney
- 1974: Dem Bösen widerstehen (The Turn of the Screw)
- 1975–77: Crown Court (TV-Serie)
- 1976: The Winter Warrior
- 1977: The Witches of Pendle
- 1978: Armchair Thriller (TV-Serie)
- 1980: The Monster Club
- 1982: Pink Floyd – The Wall (The Wall)
- 1984: Die Herzensbrecher (The Heartbreakers)
- 1987: Inspektor Morse, Mordkommission Oxford (Inspector Morse; TV-Serie, 1 Folge)
- 1987: Der Mann, der auf die Erde fiel (The Man Who Fell to Earth)
- 1988: Diebe in der Nacht (Thieves in the Night)
- 1988: Agent ohne Namen (The Bourne Identity)
- 1989: Countdown to War
- 1989: The Man Inside – Tödliche Nachrichten (The Man Inside)
- 1990: Die Zeit läuft ab (The Care of Time)
- 1990: Die totale Gefahr (Project: Tin Men), als Dr. Wheeler
- 1991: Bye Bye Columbus
- 1993: Die Scharfschützen (Sharpe, TV-Serie)
- 1993: Gier nach Vergeltung (A House in the Hills)
- 1995: Heißer Verdacht – Seilschaften (Prime Suspects: Inner Circles; Fernsehserie, 1 Folge)
- 1996: Tod im kalten Morgenlicht (Cold Light of Day)
- 1999: Dead Bolt Dead
- 2000: Inspector Barnaby (Midsomer Murders; Fernsehfilm-Serie, 1 Folge)
- 2001: The Cat’s Meow
- 2003: AfterLife
- 2003: Mord auf Seite eins (State of Play, TV-Mehrteiler)
- 2003: Silent Witness (TV-Serie, 2 Folgen)
- 2004–07: Spooks – Im Visier des MI5 (Spooks, TV-Serie, 5 Folgen)
- 2006: Ghostboat
- 2008: Genova
- 2011: Zwei an einem Tag (One Day)
- 2012: Henry IV, Teil 1 und Teil 2
- 2014/2017: Father Brown (Fernsehserie, 2 Folgen)
- 2016–2017: The Crown (Fernsehserie, 4 Folgen)